# Зав'ялівка
Зав'я́лівка — село в Україні, у Девладівській сільській громаді Криворізького району Дніпропетровської області.
Населення — 101 мешканець.

## Географія
Село Зав'ялівка знаходиться за 1,5 км від правого берега річки Демурина, на відстані 1 км від села Мотина Балка.

## Населення

### Мова
Розподіл населення за рідною мовою за даними перепису 2001 року:
| Мова       | Відсоток |
| ---------- | -------- |
| українська | 99 %     |
| російська  | 1 %      |

## Інтернет-посилання
- Погода в селі Зав'ялівка [Архівовано 20 грудня 2011 у Wayback Machine.]

1. ↑  Рідні мови в об'єднаних територіальних громадах України — Український центр суспільних даних